# Debutant

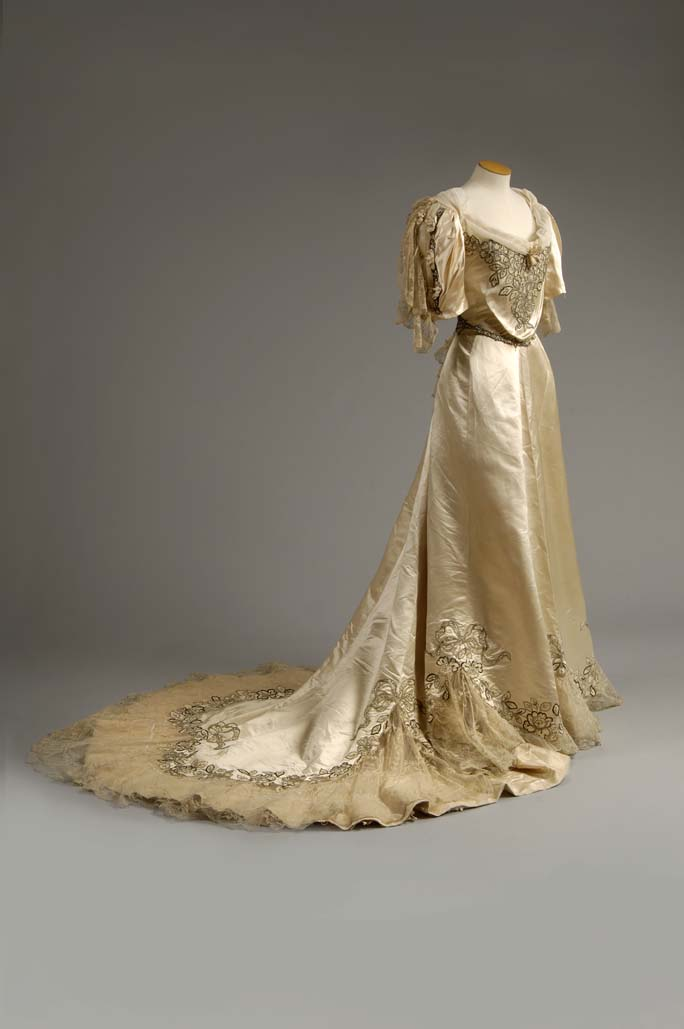
Debutantklänning från 1890-talet

En debutant (från franskans débutante, "kvinnlig nybörjare") är en flicka eller ung kvinna från en aristokratisk överklassfamilj, som anses ha nått mogen ålder, och inträder i societeten. Ursprungligen handlade det om att få rätt att gifta sig.
Debutpresentationer varierar mellan olika delar av världen och kallas till exempel "debutantbal", "kotiljongbal" eller "komma-ut"-fester. Den manliga motsvarigheten kallas ofta "beautillionbal". En debutant debuterar antingen ensam eller med en syster eller annan släkting. En modern debutantbal är ofta ett välgörenhetsevenemang, där debutantens föräldrar donerar en viss summa pengar till något ändamål, och gäster betalar för att komma in.

## Australien
I Australien organiseras vanligtvis debutantbalen av skolan, kyrkosamfund eller organisationer som Lions och Rotary. Flickorna deltar vanligtvis under elfte eller tolfte skolåret (16–18 år), och evenemanget fungerar ofta för att samla in pengar till välgörenhet. Balen är fortfarande populär i många städer, men de flesta flickorna känner ingen press att behöva delta. På vissa håll ses det fortfarande som en överklasstradition.
Många skolor i Australien har ersatt balen med en "formell" studentbal, som i USA. Man dansar där också, men deltagarna presenteras inte för någon speciell gäst och flickorna är heller inte begränsade till vita klänningar på debutantbalen.